# Sybra triangulifera
Sybra triangulifera är en skalbaggsart som beskrevs av Stefan von Breuning 1938. Sybra triangulifera ingår i släktet Sybra och familjen långhorningar.
Artens utbredningsområde är Sulawesi. Inga underarter finns listade i Catalogue of Life.